# Steigerthal (plaats)
Steigerthal is een  dorp in de Duitse gemeente Nordhausen in het Landkreis Nordhausen in de deelstaat Thüringen. Het dorp wordt voor het eerst vermeld in een oorkonde uit 1288. Tot 1 april 1999 was het een zelfstandige gemeente.
Bielen · Buchholz ·Herreden · Hesserode · Hochstedt · Hörningen · Krimderode · Leimbach · Petersdorf · Rodishain · Rüdigsdorf · Salza · Steigerthal · Steinbrücken · Stempeda · Sundhausen